# نداء تزاوج
نداء التزاوج هو إشارة صوتية تستخدم من قبل الحيوانات لجذب شركاء للتزاوج. يمكن أن يقوم به الذكور أو الإناث، غالبًا ما تكون نداءات التزاوج موضوعًا لـ خيار الشريك، حيث يمكن لتفضيل جنس واحد لنداء تزاوج معين أن يقود اصطفاء الجنسي في النوع. يمكن أن يؤدي ذلك إلي الإنتواع المستوطن لبعض الحيوانات، حيثما تنحرف فصيلتان عن بعضهما البعض أثناء عيشهم في نفس البيئة.
هناك آليات عديدة ومختلفة لإصدار نداءات التزاوج، والتي يمكن أن تصنف بشكل عام إلي تصويت ونداءات ميكانيكية. تعتبر التصويتات أصوات تصدر من الحنجرة وغالبًا ما يتم ملاحظتها في فصائل الطيور، الثدييات، البرمائيات، والحشرات. النداءات الميكانيكية تشير إلي أي نوع من الأصوات يصدرها الحيوان باستخدام أجزاء جسم فريدة و/أو أدوات للتواصل مع الشركاء المحتملين. الأمثلة تشمل صراصير الليل التي تذبذب أجنحتها، العصافير التي ترفرف ريشها، والضفادع التي تستخدم أكياس هوائية بدلًا من الرئتين.

## التصويتات

### العصافير

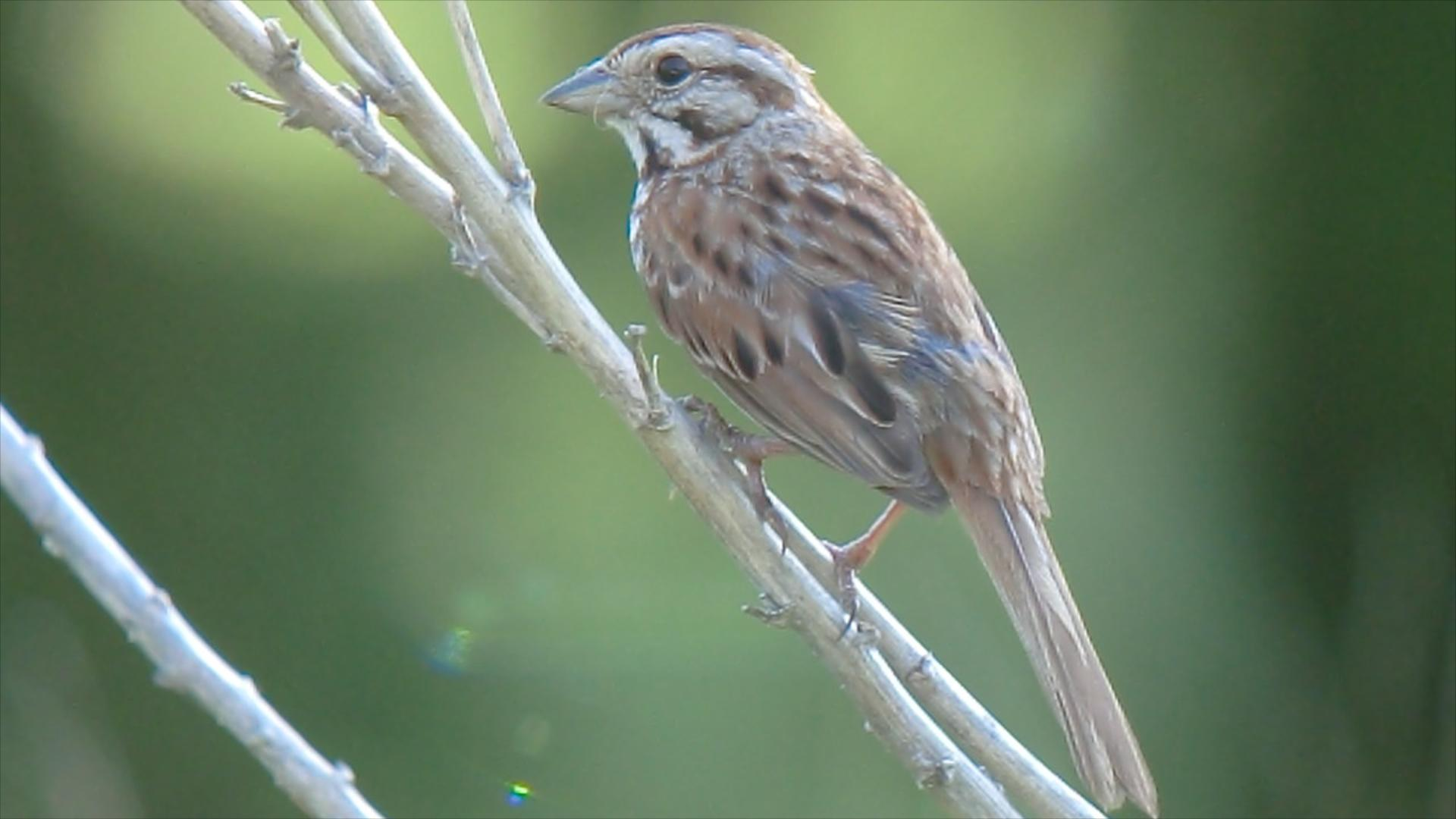
عصفور الدوري المغرد.

استخدام التصويتات منتشر بين الفصائل الطيرية وغالبًا ما تستخدم لجذب الشركاء. الجوانب المختلفة والخصائص الخاصة بتغريدات الطيور كالبنية، السعة، والتردد تطوروا كنتيجة للاصطفاء الجنسي. ذخائر التغريدات الكبيرة هي محل تفضيل من الإناث بفصائل عديدة من الطيور. فرضية واحدة لهذا هي أن ذخيرة التغريدة متعلقة بشكل إيجابي بحجم نواة التحكم في التغريدات (HVC) بالمخ. وجود نواة كبيرة يشير إلي النجاح التنموي. في عصافير الدوري المغردة، تمتلك الذكور المالكة لذخائر كبيرة أنوية أكبر، حالة الجسد الجيدة ومستويات قليلة من نسبة الغيرويات-إلي-اللمفاويات تؤشر إلي وجود جهاز مناعي أفضل. هذا يدعم فكرة أن عصفور الدوري المغرد الذي يمتلك ذخيرة أكبر يتمتع بلياقة صحية جيدة وأن ذخائر الصوت هي مؤشرات صريحة علي «جودة» الذكر. تفسيرات محتملة لهذا التأقلم تضم فوائد مباشرة للأنثي، كاهتمام أبوي سائد أو الدفاع عن الأراضي، وفوائد غير مباشرة كالجينات الجيدة لنسلها. 
تملك تغريدات مغرد الشجيرات الياباني (Japanese bush warbler) من سكان الجزيرة بنية بسيطة سمعيًا عند مقارنتها بتغريدات سكان البر الرئيسي. هناك علاقة طردية بين تعقيد التغريدات والمستويات العليا من الاصطفاء الجنسي في سكان البر الأساسي، مظهرًة أن البنية الأكثر تعقيدًا للتغريدات تعم بالفائدة في بيئة ذات مستويات عالية من الاصطفاء الجنسي.
مثال آخر يكمن في منمنم الجنية بنفسجي التاج (Purple-crowned fairywren); الذكور الأكبر حجمًا من هذه الفصيلة يغردون تغريدات إعلانية بنبرة منخفضة عن الذكور المعادية الأصغر حجمًا. بما أن حجم الجسم مؤشر علي الصحة الجيدة، التغريدات ذات النبرة المنخفضة هي نوع من الإشارات الصريحة. العلاقة العكسية بين أحجام الجسم ونبرة التغريدات مدعمة عبر فصائل عديدة داخل الأصناف. في دوري الصخر، نبرة التغريدة متصلة بشكل طردي مع النجاح التكاثري. معدل التغريدات المنخفض متعلق بالسن وهو محل تفضيل لدي الإناث. الحالة التكاثرية للفرد يتم إرسالها عبر نبرة ذات حد أعلي. هناك أيضًا علاقة طردية بين السن ونبرة جماع الزوج الإضافي (Extra-pair copulation). 
تعرف تغريدات الطيور ايضًا باستمرارها بعد تكوين الأزواج بفصائل الطيور ذات الزواج الأحادي. في إسكان تجريبي واحد علي عصافير الزيبرا، كان هناك نشاط تغريدي زائد من الذكر بعد التزاوج. هذه الزيادة متصلة بشكل إيجابي مع استثمار شريكهم التكاثري. تمت تربية إناث عصفور الزيبرا في أقفاص بإثنين من الذكور الملاحقة والذين اختلفوا بكميات متراوحة من إخراج التغريدات. أنتجت الإناث بيوضًا أكبر بصفار برتقالي أكثر عند تزويجهم بذكر ذو إخراج تغريدات أعلي. يشير هذا إلي أن الكميات النسبية من إنتاج التغريدات في ذكور عصافير الزيبرا المتزوجة يمكنها أن تعمل لتحفيز الزوج بدلًا من جذب الإناث ذات الزوج الإضافي. 

### الثدييات

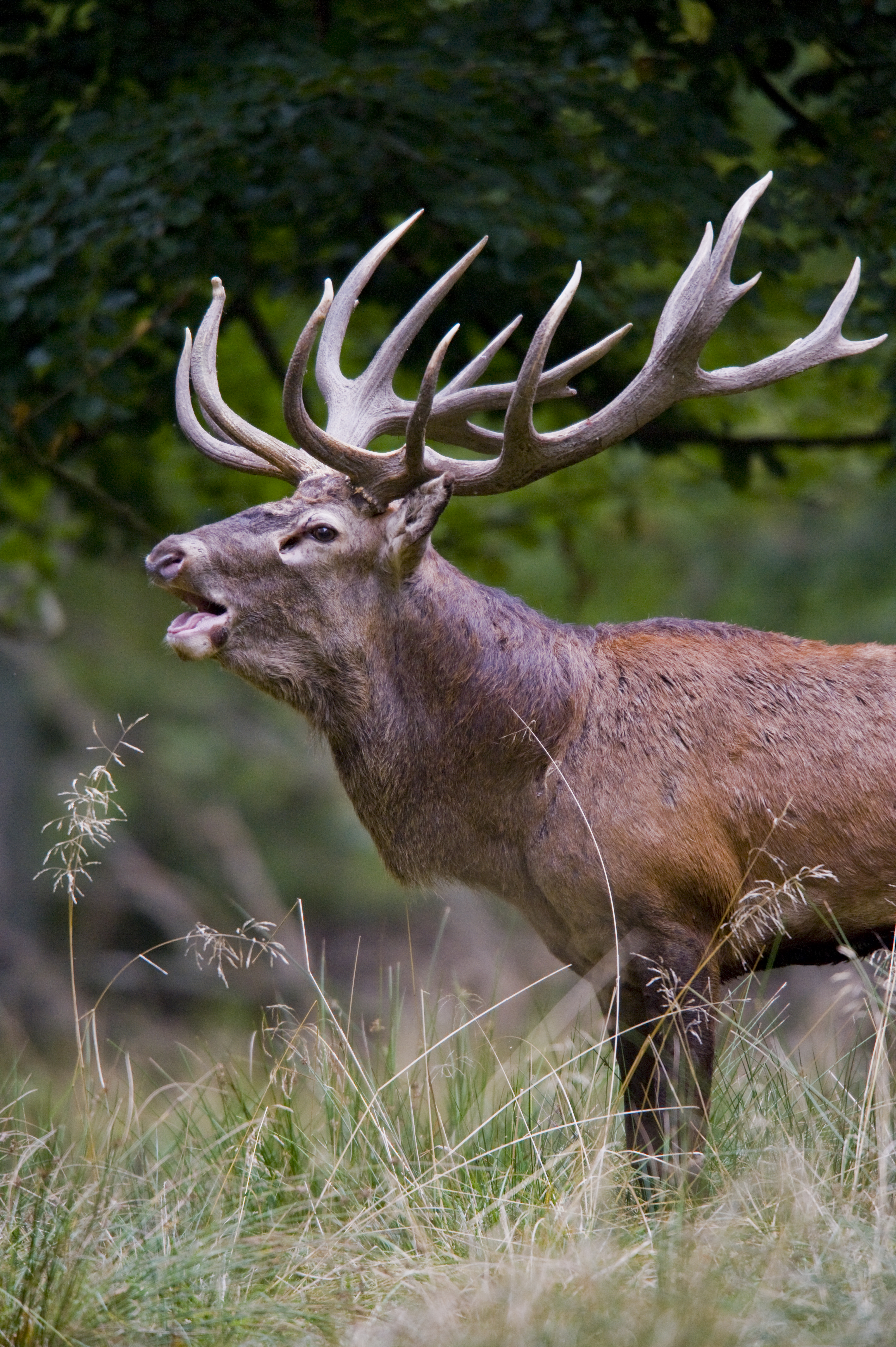
ظبي الأيل الأحمر أثناء الوداق.

خلال موسم التناسل، تنادي الثدييات إلي الجنس الأخر. ذكور الكوالا الأكبر تخرج صوتًا مختلف عن الذكور الأصغر. الذكور الأكبر الذين يترقب لهم الإناث بشكل منتظم يدعون بالموالون. تختار الإناث الموالون بسبب الفوائد غير المباشرة التي قد تورث لنسلهم، كالأجسام الأكبر حجمًا. لا يختلف غير الموالون والإناث في الحجم ويمكنهم أن يرفضوا ذكر بالصراخ لهم أو ضربهم. المنفاسة من ذكر إلي آخر نادر عرضها بالكوالا. الإشارة السمعية هي نوع من النداءات التي يمكن أن تستخدم من مسافات هائلة وتحمل شفرة بموقع، حالة، وهوية المخلوق. تعرض الخفافيش ذات الأجنحة الكيسية إشارات سمعية، والتي عادةً ما تسمع كأغنيات. عندما تسمع الإناث هذه الأغنيات، التي تدعي «صفارة»، تُنادي إلي الذكور للتزاوج باستخدام صيحات خاصة بهم. يدعي هذا الفعل 'نداء الأجناس'. يقوم الأيل الأحمر والضباع الرقطاء وثدييات أخري باستخدام الإشارات السمعية.

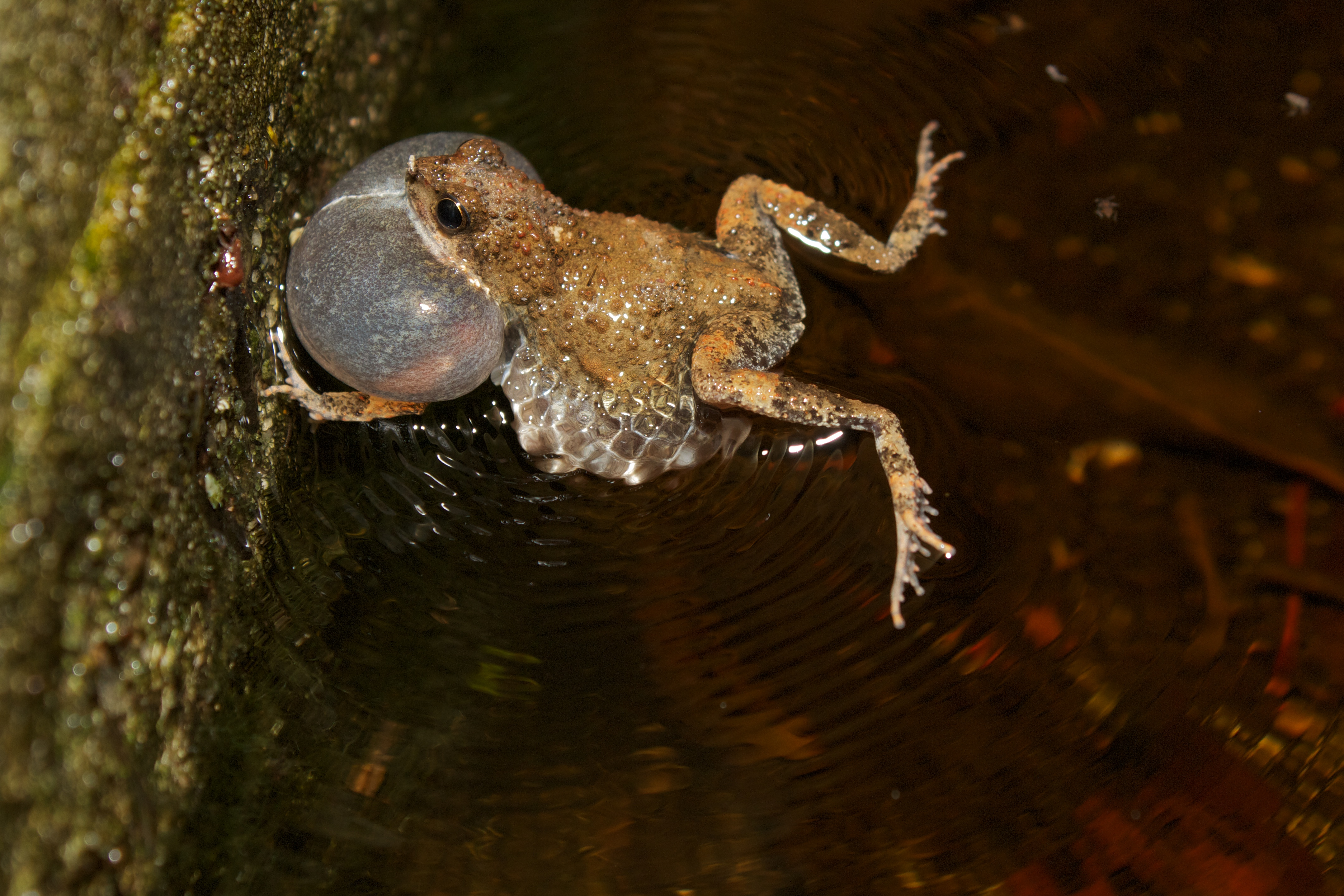
ضفدع التنجرة.

### البرمائيات
تستخدم معظم الضفادع أكياس هوائية توجد تحت أفواهها لإصدار ندائات التزاوج. ينقل الهواء من الرئتين إلي الأكياس الهوائية لنفخها، ثم ترتجع الأكياس الهوائية مصدرةً نداء تزاوج. تكون الحنجرة أكبر وأكثر تطورًا عند الذكور، مما يجعل ندائاتهم أعلي وأقوي.
في ضفدع التنجرة، تستخدم الذكور نداء بالأنين يتبعه ما يصل إلي سبع قرقرات. تكون الذكور ذات نداء الأنين والقرقرة أكثر نجاحًا في جذب الإناث مقارنًة بالذكور التي تتكون ندائاتهم من أنين فقط. القدرة علي إنتاج قرقرة هي بسبب كتلة ليفية متخصصة ملتصقة بالأحبال الصوتية لدي الضفادع، صانعًة صوت غير اعتيادي شبيه بالتغريدات ثنائية الصوت الموجودة لدي بعض الطيور.
في ضفدع الجبل، تُقاد المنافسة الجنسية بنسبة كبيرة عبر القتال — غالبًا ما تقوم الذكور الناجحة بانتزاع ضفدع آخر من علي ظهر أنثي للوصول إلي القدرة علي التزاوج مع هذه الأنثي. تكون الذكور الأكبر أكثر نجاحًا في الاستيلاء علي الإناث، ويصبح لديهم نجاح تكاثري أكبر كنتيجة. مع ذلك، تمد أصوات هذه الضفادع بإشارة يمكن الاعتماد عليها لاستنتاج حجم الجسم وهكذا القدرة القتالية، سامحًة لمسابقات الحيازة علي الإناث أن تُسوي بدون خطر الإصابة.

### الحشرات
مع أن نداءات التزاوج في الحشرات عادًة ما يتم وصلها بنداءات التزاوج الميكانيكية، كما في صراصير الليل، تستخدم العديد من الفصائل الحشرية النداءات لجذب شركاء. في حشرة ثقاب الذرة الآسيوي، يبعث الذكور أصوات نقر تشبه تحديد الموقع بالصدي لدي الخفافيش التي تفترس العث. ثم يستغلون ردة فعل الأنثي بـ «التجمد» لهذه الأصوات كي يتزاوجون معها.
مع ذلك، في العثة النمرية تستطيع الإناث التفرقة بين الأصوات التي يبعثها الذكور والتي تبعثها الخفافيش والمفترسات الأخري. كنتيجة، يستخدم الذكور أصوات نقر فوق صوتية كنداء تزاوج أكثر تقليدية، مقارنًة بنداء التودد الـ «خادع» عند عثة ثقاب الذرة الآسيوية.

## النداءات الميكانيكية
تأخذ نداءات التزاوج شكلها أيضًا عبر العمليات الميكانيكية. فيمكن للحيوانات غير القادرة علي تصويت نداءاتهم أن تستخدم أجسادها لجذب شريك.

### صراصير الليل
في صرصور الحقل الليلي، يحك الذكور أجنحتهم معًا لصنع زغردة سريعة تصدر صوت. يختلف الذكور فرديًا في طول مدة زغردتهم أو ما يدعي بتعقيدًا أكثر، طول النوبة. تكون طول نوبة كل ذكر وراثية وتورث لنسلهم المستقبلي. تفضل الإناث أيضًا أن تتزاوج من الذكور ذوي مدة نوبة أطول. النتيجة هي أن الذكور الذين يملكون مدة نوبة أطول ينتجون نسل أكثر من الذكور الذين يملكون مدة نوبة أقصر.
العوامل الأخري التي تؤثر علي تكوين طول النوبات تشمل درجة الحرارة والافتراس. في صراصير الحقل الليلية، يفضل الذكور المواقع الأكثر دفًئ للتزاوج كما يظهر عبر زيادة نبرة نداءات التزاوج الخاصة بهم أثناء العيش في مناخ أكثر دفئًا. يؤثر الافتراس أيضًا علي نداءات التزاوج في صراصير الحقل الليلية. في حالة وجودهم في بيئة خطرة، يقطع الذكور ندائاتهم لفترات أطول عند مقاطعتهم من قبل إشارة علي وجود مفترس.  يشير هذا إلي وجود تفاعل بين شدة نداء التزاوج وخطر الافتراس.

### إصدار الصوت عبر الجسد
إصدار الصوت عبر الجسد هو الإصدار المتعمد للأصوات، ليس من الحلق، بل من هياكل أخري كالمنقار، الأجنحة، الذيل، الأقدام وريش الجسم، أو باستخدام أدوات. في العديد من فصائل البرمائيات والأسماك، تستخدم هياكل أخري مميزة لإصدار أصوات مختلفة لجذب الشركاء. غالبًا ما تستخدم الطيور هذه الوسيلة، بالرغم من رؤية العديد من فصائل البرمائيات والأسماك يستخدمون هذه الوسيلة كنوع من ندائات التزاوج. عمومًا، إصدار الصوت عبر الجسد هو عامل واحد يلعب في كيفية إمكان اختيار الأنثي لشريك. هناك خصائض أخري للتزاوج كالدفاع عن الأراضي أو الشريك، والذين يساهمون في سبب البحث عن شريك مناسب.
كما هو موضح بالأسفل، تستخدم كل فصيلة وسيلة مميزة لإنتاج نداء تزاوج غير لفظي كي تكون الأكثر نجاحًا في إيجاد شريك. تظهر الأمثلة بالأسفل الأمثلة الأكثر شيوعًا التي وجدت بالأدب، بالرغم من أن أمثلة كثيرة أخري يمكن أن تتواجد في الطبيعة والتي لا تزال غير معروفة.

### الطيور

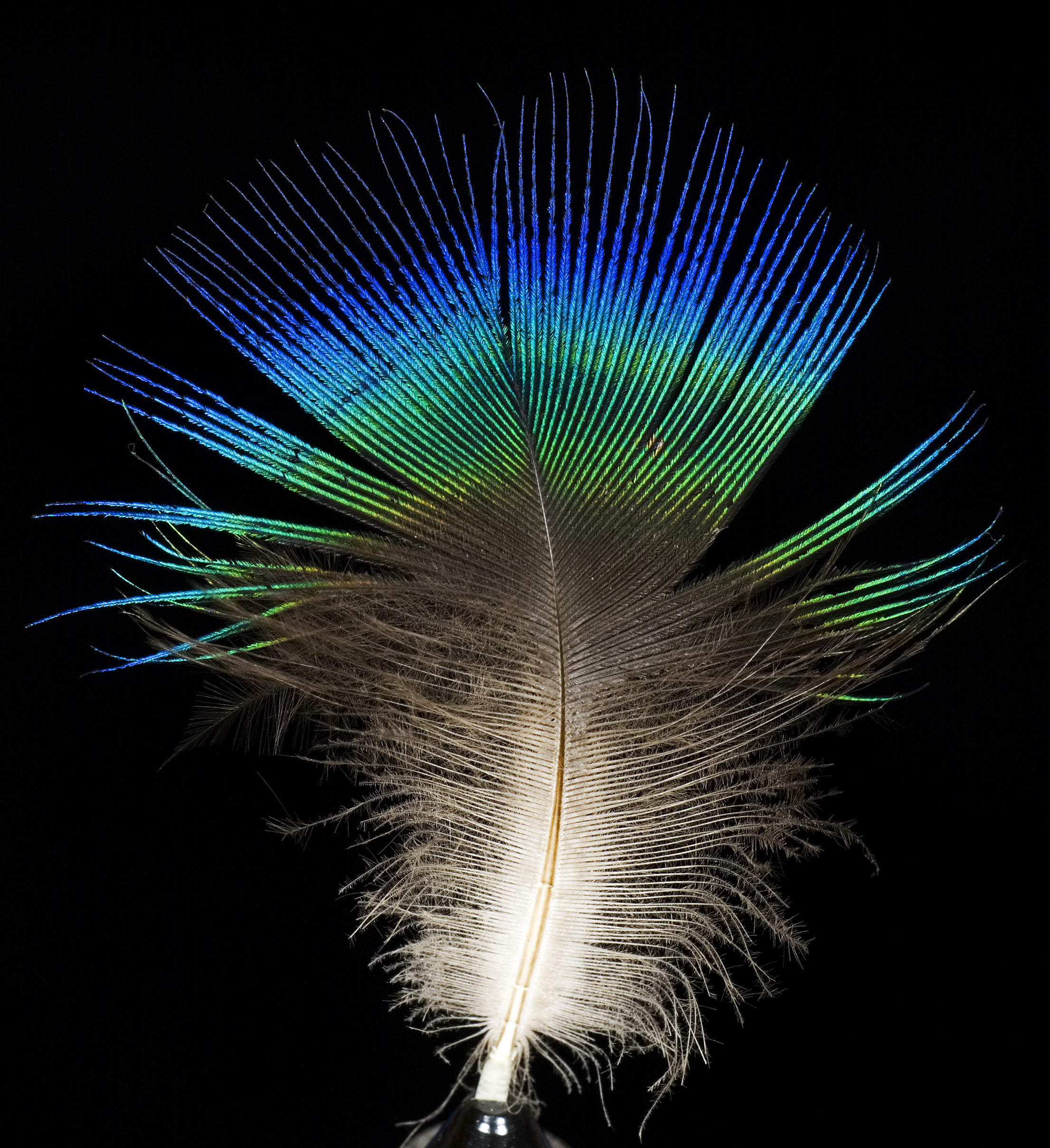
ريشة ذكر Pavo cristatus (طاووس هندي). تستخدم هذه الريشة في عملية إصدار الصوت عبر الجسم لإصدار صوت تحت صوتي بنية التزاوج.

يُستخدم الريش، المنقار، الأقدام، وأدوات أخري من قبل فصائل عديدة من الطيور لإصدار نداءات تزاوج لجذب شركاء. كمثال، يستخدم القنص ريشه لإصدار صوت «ثغاء» لجذب الشركاء خلال رقصة تزاوج مخصوصة. تستخدم القنصات ريش ذيل مخصص لإصدار صوت يوصف كصوت «جلجلة» أو «خفقان». يستخدم كوكاتو النخيل عصي للتطبيل علي الأشجار المجوفة، مصدرًا ضوضاء صاخبة لجذب انتباه شركاء. الحباريات طيور كبيرة، وأرضية بشكل كبير تقوم بضرب أقدامها بالأرض أثناء عروض التزاوج لجذب شركاء.
فصائل كثيرة من الطيور، كالماناكن والطنانات يستخدمون إصدار الصوت عبر الجسد لنداءات التزاوج. مع ذلك، تعرض الطواويس ملمح لإصدار الصوت عبر الجسد يظهر خصائص جنسية داخلية وبينية لهذا النوع من ندائات التزاوج. تحرك الذكور ريوشهم لإصدار صوت ذو نبرة منخفضة (تحت صوتية) وتكثر من تردد هذا الصوت كرد لأصوات الذكور الأخري. يُنسب هذا لإرادة الذكر في عرض وجوده علي الذكور الأخري الباحثة عن شريك، مؤشرًا إلي أن إصدار الصوت عبر الجسد يحمل وظيفة بين جنسية. بالإضافة إلي ذلك، تظهر الإناث حذر أكبر عند سماعهم للموجات تحت الصوتية المنتجة من قبل هز أجنحة الذكور، مما يوضح كيف يستخدم الجنسين إصدار الأصوات عبر الجسد للتعامل مع بعضهم البعض. 

### الأسماك
بينما تستخدم معظم الطيور ريوشها، أقدامها، أو الأدوات لإصدار الأصوات لجذب شركاء، تستخدم العديد من فصائل الأسماك أعضاء داخلية مخصصة لإصدار الأصوات عبر الجسد. في سمك البقلة، تعمل عضلات مخصصة ملصقة بالزعانف الجانبية علي إصدار صوت رقع أو شخير لجذب شركاء.

### قشريات الجناح
في العديد من فصائل قشريات الجناح من ضمنها حفار الفاصولية الأدزوكي، تستخدم نداءات التزاوج فوق الصوتية لجذب الإناث ولإبقائهم في عدم حراك خلال عملية التزاوج. تملك هذه النبضات نبرة بمتوسط 40 كيلو هيرتزز.

## الانتواع الناتج عن اختلاف نداءات التزاوج
يمكن أن يؤدي الاختلاف في نداءات التزاوج إلى انشطار تجمعات سكنية مختلفة داخل فصيلة. يمكن أن ترجع هذه الاختلافات إلي عوامل عديدة، كحجم الجسد، درجة الحرارة، وأسباب بيئية أخرى. يمكن أن تظهر في شكل اختلافات نغمية مؤقتة، أو سلوكية في نداءات التزاوج التي بعد ذلك تؤدي إلى انشطار التجمعات السكنية. يمكن أن يؤدي انشطار هذه التجمعات السكنية بسبب الاختلافات في نداءات التزاوج وتفضيلات نداءات التزاوج إلى تطور وخلق فصائل جديدة وفريدة.
هذا النوع من الانتواع غالبًا ما يكون انتواع مستوطن: حيث تخلق فصيلتين أو أكثر من فصيلة أم موجودة تعيش معًا بنفس الموقع الجغرافي. بالرغم من غياب الأبحاث عن الثديات والطيور، درست هذه الظاهرة بشكل مكثف في العديد من فصائل الضفادع حول العالم. شملت هذه الفصائل المميزة بسبب التركيز عليها في أغلبية الأبحاث الحالية.